# Pălatca
Pălatca (węg. Magyarpalatka) – wieś w Rumunii, w okręgu Kluż, w gminie Pălatca. W 2011 roku liczyła 735 mieszkańców.